# Josep Pons i Pons
Josep Pons i Pons (Girona, 1768 – València, 12 d'agost de 1818) fou un compositor i mestre de diferents capelles amb una gran influència a Catalunya durant les primeres dècades del segle xix. Fou un músic del classicisme català.

## Biografia
Va néixer al voltant de 1768 a Girona. Entre el 1780 i 1784 fou un nen cantant del cor de la catedral de Girona, formant-se musicalment sota les directrius de Jaume Balius i Manuel Gónima. Cap al 1790, viatjà a Córdova per treballar com a ajudant de Balius, que havia estat nomenat mestre de capella d'aquella ciutat. El 1786, amb només setze anys, va compondre la missa sobre l'antífona Ecce Sacerdos Magnus, durant la seva estada a la catedral de Còrdova, on en guarden una còpia.
Va opositorar durant alguns anys, sense èxit, a diversos magisteris, com ara Tuy, Salamanca, Cartagena, Alcalá de Henares i la Capella Real de la Soledad a Madrid; però amb la marxa d'Arquimbau a Sevilla, al 1791, un any després de traslladar-se a Córdoba, aconseguí el càrrec de mestre de la capella de la Catedral de Girona (22 de gener). Aquesta posició l'ocuparà durant dos anys, fins al 1793, any en què es presentà a les oposicions per ocupar el mateix lloc en la Catedral de València, una plaça molt sol·licitada. En aquella època, l'organista Rafael Anglés era qui s'encarregava de triar els exercicis que havien de passar els participants. L'exercici dictat fou una composició d'un himne per Sant Tomàs de Vilanova en un límit de vint dies.
Pons guanyà el lloc conservant el càrrec fins al dia de la seva mort, el 2 d'agost de 1818 a València.
Un del seus alumnes va ser el compositor Josep Melcior Gomis i Colomer (1791-1836).

## Obres
Tenint en compte l'arxiu que es conserva de la catedral de València, la producció de Pons sembla prou variada, i de la en qual destaquem les següents composicions: 3 mises, 6 laments per Setmana Santa, 1 motet, 8 responsoris per Nadal, 11 misereres, 4 salms, 2 “Te deum”, 90 obres locals (nadales la gran majoria) i 8 obres orquestrals amb una forta influència italiana. Aquestes 8 obres van ser considerades per a un ús eclesiàstic tot i que sota l'opinió de Mitjana, tenien un dramatisme massa exagerat, allunyat de la tradició clàssica de dita capella. Acostumaven a estar estructurades en dos moviments enllaçats, el primer dels quals podia funcionar com una introducció i no tenir relació amb el que precedeix. Estan construïdes com obertures sense respectar les convencions clàssiques.
De moltes d'aquestes partitures se'n conserven còpies repartides per diferents arxius, sobretot de Catalunya, on Pons va tenir molta influència i pes majoritàriament pel seu repertori vocal, tot i que la seva obra musical es basa principalment en composicions instrumentals per a ús eclesiàstic. Com en moltes catedrals d'Espanya, a València durant les festes més important, després de la missa solemne s'organitzaven uns concerts anomenats “siestas”. En els arxius s'han trobat moltes obres que s'interpretaven en aquests esdeveniments musicals, sobretot de Haydn i del seu alumne Pleyel junt amb les de Pons.
El repertori de Pons se centra sobretot en les seves simfonies i obertures. La seva catalogació fou començada per Joan Trillo i José López-Calo. Aquesta classificació no segueix un ordre cronològic. Més endavant Josep Dolcet ha donat continuïtat a aquesta feina d'organitzar el repertori de Pons.

### Simfonies

#### Simfonia Nº 1 en Sol Major (Oriental)
Orquestració: 2 flautes, 2 oboès, 2 fagots, 2 trompes i corda. Composta a València en les primeres dècades del segle xix. El primer moviment, andantino maestoso, comença amb una introducció, lenta principal del següent moviment sense separació. El segon moviment, allegro, presto, és de caràcter lleuger, una similitud amb l'òpera italiana de Rossini (influència italiana). Compositor molt popular a la península en aquella època. Els temes es van repetint amb pinzellades de la introducció, acabant alegrament.

#### Simfonia Nº 2 en Re Major
Orquestració: 2 flautes, 2 fagots, 2 trompes i corda.

#### Simfonia Nº 3 en Si bemoll Major
Orquestració: flauta, 2 oboès, fagot, 2 trompes i corda. En forma d'obertura.

#### Simfonia Nº 4 en Re Major
Orquestració: flauta, 2 oboès, fagot, 2 trompes i corda. En forma d'obertura.

#### Simfonia Nº 5 en Fa Major
Orquestració: flauta, 2 oboès, fagot, 2 trompes i corda. En forma d'obertura.

#### Simfonia Nº 6 en Re Major
Orquestració: flauta, 2 oboès, fagot 2 trompes i corda. En forma d'obertura.

#### Simfonia Nº 7 en Re Major
Orquestració: flauta, 2 oboès, fagot 2 trompes i corda. En forma d'obertura.

#### Simfonia Nº 9 en Si bemoll Major
Orquestració: Editada per a una instrumentació de banda. Un únic moviment amb l'estructura típica d'una obertura italiana. Els temes es van repetint, organitzada en diferents seccions.

#### Simfonia Nº 10 en La Major
Orquestració: flauta, 2 oboès, fagot, 2 trompes i corda. Es troba en la Biblioteca Municipal de Madrid, en els fons de l'antic Teatro de la Cruz. El que la fa especial és el seu característic solo per a trompa amb un nivell de dificultat notable. És una obra que es troba entre un repertori compost per altres obertures del mateix autor, Haydn, Mozart, Pleyel, Rosetti, etc. Aquesta simfonia serà la primera vegada que es troba en arxius procedents de teatres, demostrant així que a part de l'ús religiós d'aquestes obres instrumentals, també sonava en sales de concerts o com a preludis en obres dramàtiques de principis del segle xix.

### Llista de les seves obres
- Vespres a la beatificació de Juan de Ribera (1 edició)
- Simfonies (sense edicions)
- Grans vespres a la beatificació de Juan de Ribera
- 1793: “Villancicos, que se han de cantar en los solemnes Maytines del Nacimiento de N.Señor Jesu-Christo, en la Santa Metropolitana Iglesia de Valencia, en este presente año de 1793”; (amb Estevan y Cervera, José)
- 1794: “Villancicos, que se han de cantar en los solemnes Maytines del Nacimiento de N.Señor Jesu-Christo, en la Santa Metropolitana Iglesia de Valencia, en este presente año de 1794”; (amb Estevan y Cervera, José)
- 1795: “Letras de los Villancicos que se han de cantar en los solemnes Maytines del Nacimiento de N.Señor Jesu-Christo, en la Santa Metropolitana Iglesia de Valencia, en este presente año de 1795;” (amb Bahamonde y Sessé, Francisco i Estevan y Cervera, José)
- 1796: “Letras de Villancicos, que se han de cantar en los solemnes Maytines del Nacimiento de N.Señor Jesu-Christo, en la Santa Metropolitana Iglesia de Valencia, en este presente año de 1796;” (amb Bahamonde y Sessé, Francisco i Estevan y Cervera, José)
- 1797: “Letras de Villancicos, que se han de cantar en los solemnes Maytines del Nacimiento de N.Señor Jesu-Christo, en la Santa Metropolitana Iglesia de Valencia, en este presente año de 1797;” (amb Bahamonde y Sessé, Francisco i Estevan y Cervera, José)
- 1798: “Letras de Villancicos, que se han de cantar en los solemnes Maytines del Nacimiento de N.Señor Jesu-Christo, en la Santa Metropolitana Iglesia de Valencia, en este presente año de 1798;” (amb Bahamonde y Sessé, Francisco i Estevan y Cervera, José)
- 1799: “Letras de Villancicos, que se han de cantar en los solemnes Maytines del Nacimiento de N.Señor Jesu-Christo, en la Santa Metropolitana Iglesia de Valencia, en este presente año de 1799;” (amb Bahamonde y Sessé, Francisco i Estevan y Cervera, José)
- 1800: “Letras de Villancicos, que se han de cantar en los solemnes Maytines del Nacimiento de N.Señor Jesu-Christo, en la Santa Metropolitana Iglesia de Valencia, en este presente año de 1800;” (amb Estevan y Cervera, José)
- 1801: “Letras de Villancicos, que se han de cantar en los solemnes Maytines del Nacimiento de N.Señor Jesu-Christo, en la Santa Metropolitana Iglesia de Valencia, en este presente año de 1801;” (amb Bahamonde y Sessé, Francisco i Estevan y Cervera, José)
- 1802: “Letras de Villancicos, que se han de cantar en los solemnes Maytines del Nacimiento de N.Señor Jesu-Christo, en la Santa Metropolitana Iglesia de Valencia, en este presente año de 1802;” (amb Bahamonde y Sessé, Francisco i Estevan y Cervera, José)
- 1803: “Letras de Villancicos, que se han de cantar en los solemnes Maytines del Nacimiento de N.Señor Jesu-Christo, en la Santa Metropolitana Iglesia de Valencia, en este presente año de 1803”; (amb Estevan y Cervera, José)
- 1804: “Letras de Villancicos, que se han de cantar en los solemnes Maytines del Nacimiento de N.Señor Jesu-Christo, en la Santa Metropolitana Iglesia de Valencia, en este presente año de 1804;” (amb Bahamonde y Sessé, Francisco i Estevan y Cervera, José)
- 1805: “Villancicos para los Maytines de la Natividad del Señor, que se han de cantar en la Santa Metropolitana Iglesia de Valencia año 1805” (amb Estevan y Cervera, José)
- 1806: “Villancicos para la Natividad del Señor en la Santa Metropolitanta Iglesia de Valencia año 1806” (amb Estevan y Cervera, José)
- 1807: “Villancicos para la Natividad del Señor en la Santa Metropolitanta Iglesia de Valencia año 1807” (amb Estevan, José y Hermanos)
- 1808: “Villancicos para los Maytines de la Natividad del Señor, que se han de cantar en la Santa Metropolitana Iglesia de Valencia año 1808” (amb Estevan, José y Hermanos)
- 1809: “Villancicos para la Natividad del Señor, en la Santa Metropolitana Iglesia de Valencia año 1809”
- 1810: “Letras de los villancicos para los Maytines de la Natividad del Señor, que se han de cantar en la Santa Metropolitana Iglesia de Valencia año 1810” (amb Estevan y Cervera, José)
- 1813-1820: “Villancicos para los Maytines de la Natividad del Señor, que se han de cantar en la Santa Metropolitana Iglesia de Valencia año 1812” (amb Isern, Lorenzo)
- 1814: “Villancicos para los Maytines de la Natividad del Señor, que se han de cantar en la Santa Metropolitana Iglesia de Valencia año 1814” (amb Estevan y Cervera, José)[2]